# Левіна Теерлінк
Левіна Теерлінк (нід. Levina Teerlinc; 1510, Брюгге — 23 червня 1576, Лондон) — фламандська художниця-мініатюристка доби Відродження. 

## Біографія

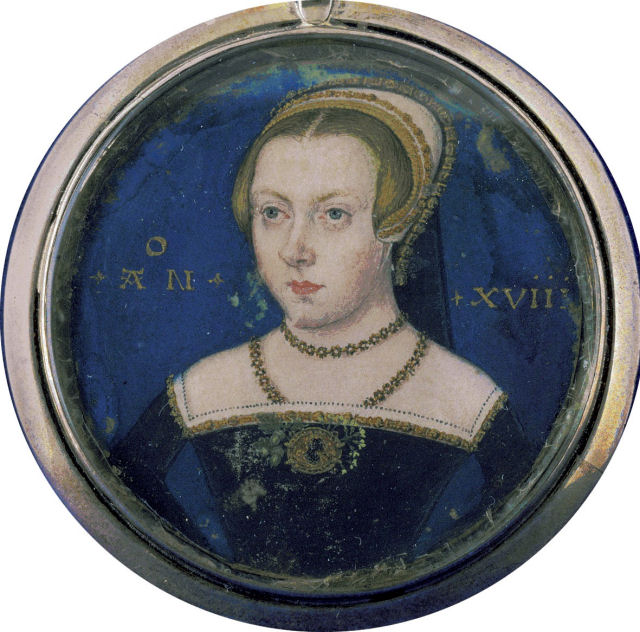
Портрет невідомої, імовірно Джейн Грей. Левіна Теерлінк, близько 1550 року. Збори Єльського університету

Левіна Бенінг, старша з п'яти дочок фламандського художника Симона Бенінг, вчилася живопису у батька і у Джуліо Кловіо і до кінця 1530-х років отримала визнання як майстер мініатюри. У 1545 році вона вийшла заміж за Георга Теерлінка; в тому ж році подружжя поїхали в Лондон на запрошення короля Англії Генріха VIII. Теерлінк зайняла при дворі місце померлого в 1543 році Ганса Гольбейна; її платню в 40 фунтів на рік (більше гольбейновскіх 33 фунтів) вважалося неперевершеним для людини її професії до кінця XVI століття. Також як і її попередниця при англійському дворі Сюзанна Хоренбут, Теерлінк вважалася «придворною дамою Таємної Ради», її чоловік — протеже Вільяма Парра — служив в особистій охороні Генріха VIII і Єлизавети, і за сумісництвом керував «сімейною фірмою».
Католичка Марія I, що правила в 1553–1558 роки, замовляла Теерлінк мініатюри для духовних книг. З царювання Єлизавети I в 1558 положення Льовині зміцнилося: королева цінувала її роботи, і неодноразово замовляла їй поодинокі і групові портрети. За ескізом Теерлінк була виконана перша державна печатка Єлизавети. Щороку, перед різдвом, Теерлінк писала для Єлизавети картину — новорічний подарунок. Сім'я Теерлінк заробила в Лондоні стан, а в 1566 році отримала англійське громадянство і герб.
Коло збережених робіт Теерлінк визначений лише непрямим шляхом, за архівними документами. Вони свідчать, що Теерлінк виконала безліч портретів, проектів печаток, монет, книжкових гравюр і ілюстрацій, ймовірно — ескізів костюмів і вишивки, але надійна атрибуція її авторства утруднена: художниця не підписувала свої мініатюри. Не збереглося і достовірно атрибутувати портретів або автопортретів її самої. Імовірно, автопортретом може бути портрет «невідомої дами» з прикрасами у вигляді гральних кісток, в яких, можливо, зашифрована прізвище Teerlinc.